# Joris van Soerland
Joris Evert van Soerland (* 15. Oktober 1972 in Nuenen) ist ein niederländischer Badmintonspieler. 

## Karriere
Joris van Soerland nahm 1996 im Herreneinzel an Olympia teil. Er verlor dabei nach einem Freilos in Runde eins in der darauffolgenden Runde und wurde somit 17. in der Endabrechnung. Bei der Junioren-Europameisterschaft 1991 hatte er bereits zwei Silbermedaillen gewonnen. Seinen ersten nationalen Titel in den Niederlanden gewann er 1994.

## Sportliche Erfolge
| Saison | Veranstaltung                                   | Disziplin    | Platz | Name                                   |
| ------ | ----------------------------------------------- | ------------ | ----- | -------------------------------------- |
| 1990   | Niederlande: Einzelmeisterschaften der Junioren | Herreneinzel | 1     | Joris van Soerland                     |
| 1991   | Niederlande: Einzelmeisterschaften der Junioren | Mixed        | 1     | Joris van Soerland / Nicole van Hooren |
| 1991   | Niederlande: Einzelmeisterschaften der Junioren | Herreneinzel | 1     | Joris van Soerland                     |
| 1991   | Niederlande: Einzelmeisterschaften der Junioren | Herrendoppel | 1     | Bram Bakker / Joris van Soerland       |
| 1991   | Junioren-Europameisterschaft                    | Mixed        | 2     | Joris van Soerland / Nicole van Hooren |
| 1991   | Junioren-Europameisterschaft                    | Herreneinzel | 2     | Joris van Soerland                     |
| 1994   | Niederlande: Einzelmeisterschaften              | Herrendoppel | 1     | Ruud Kuijten / Joris van Soerland      |
| 1996   | Olympia                                         | Herreneinzel | 17    | Joris van Soerland                     |
| 1999   | Niederlande: Einzelmeisterschaften              | Herreneinzel | 1     | Joris van Soerland                     |
| 2013   | Suriname International                          | Herrendoppel | 1     | Dave Khodabux / Joris van Soerland     |